# Nachal Se'irim
Nachal Se'irim (hebrejsky נחל שעירים) je vádí v jižním Izraeli, v severní části Negevské pouště.
Začíná v nadmořské výšce přes 300 metrů jižně od města Beerševa. Směřuje pak k jihozápadu kopcovitou pouštní krajinou. Ústí zprava do vádí Nachal Secher.